# سی‌جی‌اس ابردین
سی‌جی‌اس ابردین (به انگلیسی: CGS Aberdeen) یک کشتی بود که طول آن ۱۸۰ فوت (۵۵ متر) بود. این کشتی در سال ۱۸۹۴ ساخته شد.